# Apostolicae nostrae caritatis
Apostolicae nostrae caritatis ist eine Enzyklika von Papst Pius IX., mit der er am 1. August 1854 einen „Aufruf zum sofortigen Gebet für den Frieden“ veröffentlichte.  Er beschrieb zunächst – in seiner für die damaligen Zeit ureigenen Wortwahl – die religiösen und weltlichen Szenarien. Er bezeichnete die „Bedrohung der Religion“ als eine Katastrophe, die Gegner des Glaubens, wie er sie bezeichnete, würden versuchen, den Sturz der Autorität der Kirche herbeizuführen, und sie würden die Seelen und Köpfe aller Menschen korrumpieren. Er beklagte die gewalttätigen Kriege und Naturkatastrophen wie Pest und Erdbeben, die er glaubte in einen Zusammenhang mit der kirchlichen Bedrohung zu setzen.
Aus diesen Gründen, erklärte Pius IX., schreibe er diesen Rundbrief und bat Gott, seinen Zorn zu beschwichtigen und er erflehte die Hilfe der göttlichen Jungfrau Maria. In Erinnerung an das Heilige Jahr 1850 gab er den Bischöfen, wie auch bereit im Jubiläumsjahr geschehen, die Vollmacht, eine dreimonatige Gebetsphase durchzuführen; die Gebete sollen mit der Abgabe eines Almosens verbunden werden und die Sakramente der Buße und Kommunion sollen intensiv wahrgenommen werden.